# Бустрём, Вольмар
Вольмар Филипп Бустрём (швед. Wollmar Filip Boström; 15 июня 1878 — 7 ноября 1956) ― шведский дипломат и игрок в теннис.

## Биография
В 1908 и 1912 годах принимал участие в соревнованиях по теннису на Олимпийских играх в одиночном разряде и мужском парном зачёте. В 1908 году завоевал бронзовую медаль в парном зачёте, заняв пятое место в трёх других зачётах.
Вольмар был сыном губернатора лена Сёдерманланд Филиппа Бустрёма и племянником премьер-министра Эрика Густава Бустрёма. В 1903 году Вольмар начал свою службу в Министерстве иностранных дел Швеции. С 1909 по 1913 год занимал пост президента ассоциации теннисистов Швеции, а с 1918 по 1922 год был секретарём кабинета министров. С 1925 по 1945 год служил послом Швеции в Вашингтоне.